# Liquid funk
Genres associés
Uplifting drum and bass
La liquid funk (aussi appelé liquid drum and bass, liquid DnB ou simplement liquid) est un sous-genre musical de la drum and bass. Le nom du genre est attribué au début des années 2000 par DJ Fabio, un DJ britannique.

## Histoire
En 2000, Fabio lance un style de drum and bass qu'il nomme « liquid funk », un nom repris par plusieurs œuvres musicales qu'il publie à son label, Creative Source. Le genre s'inspire de l'ambient, du funk, du disco, de la house et de la trance, accompagné de morceaux vocaux importants. Initialement faible en popularité, le style s'accroit massivement aux alentours de 2003-2004, et en 2005 s'établit comme l'un des sous-genres les plus rentables de la drum and bass, avec des labels comme Good Looking Records (bien qu'il soit orienté drum and bass atmosphérique), Hospital Records, Liquid V (sister label de V Recordings), Shogun Audio, Fokuz Recordings, et des musiciens et groupes comme Calibre, Netsky, High Contrast, Logistics, London Elektricity, Nu:Tone, Shapeshifter, DJ Marky, et Solid State. La liquid funk est très similaire à l'intelligent drum and bass et la drum and bass atmosphérique, bien que quelques divergences subsistent.
La liquid continue à se développer avec des artistes comme Eveson, Alix Perez, Zero T, Lenzman, Pola & Bryson, Spectrasoul, GLXY, Technimatic ou encore Dogger.

## Festivals associés
Les principaux festivals notamment associés au sous-genre Liquid sont le Liquicity Festival, organisé par le label néerlandais Liquicity, l'Hospitality on the Beach, organisé par le label Hospital Records, l'Outlook Festival, et le Sun and Bass.